# Grušino
Grušino (en macédonien : Грушино, en albanais : Grushina) est une localité de la commune d'Aračinovo, au nord de la Macédoine du Nord. Il est situé entre Skopje et Kumanovo. Le village comptait 883 habitants en 2021. Il est majoritairement peuplé d'Albanais.

## Démographie
Lors du recensement de 2002, le village comptait :
- Albanais : 1 126
- Autres : 2